# Chile tại Thế vận hội Mùa hè 1896
Chile chọn một vận động viên, Luis Subercaseaux, đại diện quốc gia tại Thế vận hội Mùa hè 1896 tại Athena. Chile là một trong 14 nước hiện diện tại Thế vận hội Mùa hè được khai mạc. Các kết quả của Subercaseaux không có trong danh sách của bảng Báo cáo Chính thức, mặc dù bảng Báo cáo hiển thị người chiến thắng và không giành được huy chương nào.

## Điền kinh
| Nội dung | Hạng | Vận độn viên      |
| -------- | ---- | ----------------- |
|          |      |                   |
| 100m nam | ?    | Luis Subercaseaux |
|          |      |                   |
| 400m nam | ?    | Luis Subercaseaux |
|          |      |                   |
| 800m nam | ?    | Luis Subercaseaux |
|          |      |                   |